# Полибазит
Полибазит — (англ. Polybasite) мало распространённый минерал, относящийся к сульфосолям серебра. Образует изоморфный ряд с пирсеитом (Cu(Ag,Cu)6Ag9As2S11). Очень хрупкий, легко крошится. Разлагается в азотной кислоте.

## Кристаллография
| Точечная группа           | 2/m — Призматический                                         |
| Пространственная группа   | B2/m (B1 1 2/m) [C2/m] {C1 2/m 1}                            |
| Сингония                  | Моноклинная                                                  |
| Параметры ячейки          | a = 26,17Å, b = 15,11Å, c = 23,89Å β = 90°                   |
| Отношение                 | a: b: c = 1,732 : 1 : 1,581                                  |
| Объем элементарной ячейки | V 9,446.79 Å³ (рассчитано по параметрам элементарной ячейки) |

## Оптические свойства
| Тип                     | двухосный (-) |
| Оптическая анизотропия  | умеренная     |
| Цвет в отраженном свете | серый, белый  |
| Плеохроизм              | слабый        |
| Внутренние рефлексы     | красный       |

## Формы выделения
Полибазит образует кристаллы в форме пластинок или коротких шестиугольных либо треугольных призм, преобладают грани (001), (100), (110), (111). Образует мелкозернистые агрегаты, тонкие прожилки, корки.

## Образование
Происхождение гидротермальное, встречается в рудных жилах вместе с другими сульфосолями серебра. Ассоциирует с галенитом, пираргиритом, стефанитом, аргентитом, фрейбергитом и акантитом.

## Химический состав
Полибазит и пирсеит (Cu(Ag,Cu)6Ag9As2S11) образуют изоморфный ряд. В полибазите чаще всего содержится примесь мышьяка, а в пирсеите содержится примесь сурьмы. Кроме мышьяка в полибазите встречаются примеси железа, цинка, висмута и свинца.

## Месторождения
Полибазит встречается в Яхимове и Пршибраме (Чехия); Дальнегорске (Россия); Гарце, Фрайберге, Йоганнгеоргенштадте (Саксония, Германия); Баиска-Штьянчице (Словакия); Цакатекасе, Гуанахуато и Дуранго (Мексика); Неваде, Колорадо, Монтане, Айдахо и Аризоне (США); Онтарио (Канада); Трес-Пунтасе (Чили); руднике Охината (Япония).